# Occia ashmeadi
Occia ashmeadi là một loài tò vò trong họ Ichneumonidae.